# Dillon Travers
Dillon Travers (* 1991 in Miami, Vereinigte Staaten) ist ein ehemaliger britisch-caymanischer Skirennläufer.

## Karriere
Travers erlernte das Skifahren in Beaver Creek, Colorado, wo die Familie ein Ferienhaus besaß. Er gab sein internationales Renndebüt für die Cayman Islands am 20. März 2008 in Telluride, Colorado. Bis zu diesem Zeitpunkt war für das Vereinigte Königreich als Skirennläufer gestartet.
2009 war er für das Qualifikationsrennen für den Riesenslalom bei den Weltmeisterschaften in Val-d’Isère gemeldet, wobei er seinen Start jedoch zurückzog. Danach war Travers lediglich noch bei zwei Trainings gemeldet ohne jedoch bei diesen zu starten.
Danach ist er als Rennläufer nicht mehr in Erscheinung getreten.

## Privates
Travers Mutter Mary Ann ist Britin und wuchs in Kanada auf, sein Vater Anthony stammt von den Cayman Island. Dadurch besitzt er die Staatsbürgerschaften des Vereinigten Königreichs, Kanadas und der Cayman Islands sowie durch seinen Geburtsort Miami die US-amerikanische Staatsbürgerschaft. Seine Brüder Dow und Dean Travers waren ebenfalls als Skirennläufer aktiv.

## Erfolge

### Weltmeisterschaften
- Val-d'Isère 2009: DNQ Riesenslalom